# Béguédo
Béguédo è un dipartimento del Burkina Faso classificato come comune, situato della provincia  di Boulgou, facente parte della Regione del Centro-Est.
Il dipartimento si compone del capoluogo e di altri 3 villaggi: Béguédo Peulh, Diarra e Fingla.